# HMS New Zealand (1911)
O HMS New Zealand foi um cruzador de batalha operado pela Marinha Real Britânica e a segunda embarcação da Classe Indefatigable, depois do HMS Indefatigable e seguido pelo HMAS Australia. Ele foi financiado pelo governo da Nova Zelândia e presenteado ao Reino Unido. Sua construção começou em junho de 1910 na Fairfield Shipbuilding and Engineering e foi lançado ao mar em julho de 1911, sendo comissionado em novembro do ano seguinte. Era armado com uma bateria principal de oito canhões de 305 milímetros montados em quatro torres de artilharia duplas, tinha um deslocamento carregado de mais de 22 mil toneladas e alcançava uma velocidade máxima de 25 nós.
O New Zealand realizou uma viagem pelos domínios britânicos pouco depois de entrar em serviço, com ênfase especial em seu país homônimo. A Primeira Guerra Mundial começou em 1914 e o navio atuou durante todo o conflito no como parte da Grande Frota, com suas principais operações sendo patrulhas pelo Mar do Norte em busca da Frota de Alto-Mar. Ele ainda assim participou das Batalhas da Angra da Heligolândia, Dogger Bank e Jutlândia. Após o fim da guerra fez uma viagem ao redor do mundo com o almirante de frota John Jellicoe a bordo. Foi colocado na reserva em 1920 e tirado de serviço no final de 1922 pelos termos do Tratado Naval de Washington, sendo desmontado no ano seguinte.